# 小行星4201
小行星4201（英語：4201 Orosz）是一颗围绕太阳公转的小行星。1984年5月3日，B. A. Skiff在可可尼诺县发现了此天体。
这颗小行星的绝对星等为14.07726084840919等。